# Partido Demócrata y Social Cristiano
El Partido Demócrata y Social Cristiano (PDSC) es un partido político de la República Democrática del Congo. Su presidente es André Bo-Boliko Lokonga.
El partido fue fundado en 1990 por Joseph Iléo y André Bo-Boliko Lokonga.
- Datos: Q3366430